# David Katims
David Katims (31 de maio de 1955) é um ator e comediante norte-americano.

## Vida e carreira
Katims começou sua carreira no cinema no filme de terror Friday the 13th Part III, interpretando o dependente químico Chuck, um personagem inspirado em Tommy Chong. Desde então, continuou aparecendo em outros longas-metragens e também atuou na televisão, em comerciais e no teatro. A maioria de seus trabalhos é voltada para a comédia, o que inclui apresentações de stand-up, nas quais ele relatou ter dividido o palco com o próprio Chong em algumas ocasiões. Posteriormente, tornou-se instrutor na Lettuce Amuse-U Comedy Traffic School, uma escola de comédia. Na década de 2010, ele participou de uma websérie intitulada The World of Chaldea.

## Filmografia

### Cinema
| Ano  | Título                                           | Papel                     | Notas        | Ref.  |
| ---- | ------------------------------------------------ | ------------------------- | ------------ | ----- |
| 1982 | Friday the 13th Part III                         | Chuck                     |              | [ 6 ] |
| 1988 | The Invisible Kid                                | Sr. Christeau (Bandido 1) |              | [ 6 ] |
| 1990 | The First Power                                  | Homem no estacionamento   |              | [ 6 ] |
| 1990 | Genuine Risk                                     | Vendedor                  |              | [ 6 ] |
| 2003 | G-Sale                                           |                           | Papel menor  | [ 3 ] |
| 2018 | Friday the 13th Part 3: The Memoriam Documentary | Ele mesmo                 | Documentário | [ 7 ] |

### Televisão
| Ano  | Título                  | Papel               | Notas                                | Ref.   |
| ---- | ----------------------- | ------------------- | ------------------------------------ | ------ |
| 1985 | Otherworld              | Pigseye             | Episódio: "Village of the Motorpigs" | [ 8 ]  |
| 1989 | The Hollywood Detective | Repórter            | Telefilme                            | [ 9 ]  |
| 2001 | The Fugitive            | Motorista de ônibus | Episódio: "New Orleans Saints"       | [ 10 ] |
| 2015 | Grimm                   | Taxista             | Episódio: "Hibernaculum"             | [ 11 ] |

### Internet
| Ano  | Título               | Papel      | Notas                                   | Ref.  |
| ---- | -------------------- | ---------- | --------------------------------------- | ----- |
| 2015 | The World of Chaldea | Kane Kurig | Episódio: "Decision at Eriku"; websérie | [ 5 ] |